# San Felipe Buenavista
San Felipe Buenavista är en ort i Mexiko.   Den ligger i kommunen Ocosingo och delstaten Chiapas, i den sydöstra delen av landet, 800 km öster om huvudstaden Mexico City. San Felipe Buenavista ligger 1 447 meter över havet och antalet invånare är 110.
Terrängen runt San Felipe Buenavista är huvudsakligen kuperad, men norrut är den bergig. Runt San Felipe Buenavista är det ganska glesbefolkat, med 38 invånare per kvadratkilometer. Närmaste större samhälle är Ocosingo, 8,9 km nordost om San Felipe Buenavista. I omgivningarna runt San Felipe Buenavista växer i huvudsak städsegrön lövskog.